# Campo di concentramento di Gusen III
Il campo di concentramento di Gusen III fu un sottocampo del campo di concentramento di Mauthausen, aperto nell'estate del 1943 nella località di Lungitz, situata nel comune di Katsdorf.
Già prima della creazione di questo campo di concentramento, diverse squadre di lavoro (sonderkommando) composte da internati provenienti da Mauthausen e Gusen erano state impiegate nella locale manifattura di mattoni che però cessò la produzione nel 1943, ovvero nello stesso anno di apertura di Gusen III.
Da allora questo campo venne utilizzato come sito per lo stoccaggio di componenti aeronautiche che venivano assemblate nelle vicine gallerie sotterranee di Gusen II, come stazione ferroviaria di smistamento degli aeroplani fino ad allora prodotti e, dal febbraio 1945, come panetteria centrale per il complesso Mauthausen-Gusen.